# HNK Čapljina
Der HNK Čapljina (Hrvatski nogometni klub Čapljina) ist ein bosnischer Fußballverein aus der Stadt Čapljina, die im Süden von Bosnien und Herzegowina liegt. 2009/10 schaffte der Verein den Aufstieg in die Prva Liga FBiH. Der Verein spielt aktuell in der dritten bosnischen Liga in der Gruppe Süd.